# دین ریچاردز (بازیکن فوتبال)
دین ریچاردز (انگلیسی: Dean Richards; ۹ ژوئن ۱۹۷۴ – ۲۶ فوریهٔ ۲۰۱۱) یک بازیکن فوتبال اهل بریتانیا بود.